# Кхім Тіт
Кхім Тіт (кхмер. ឃឹម ទិត; 12 червня 1896—1975) — камбоджійський політик, прем'єр-міністр країни 1956 року.